# Унгава (полуостров)
Унгава (на английски: Ungava Peninsula; на френски: Péninsule d'Ungava) е голям полуостров в Канада. Представлява северозападната част от по-големия полуостров Лабрадор. Полуостровът е част от канадската провинция Квебек, а прилежащите острови на Нунавут.

## География
Площта на Унгава е около 252 000 km². Най-северната му точка нос Уолстънхолм е и най-северната точка на провинция Квебек. Бреговете му се мият от водите на залива Хъдсън (на запад), Хъдсъновия проток (на север) и залива Унгава (на изток). Унгава се разполага върху Канадския щит.

## Природа
Площта на полуострова е напълно заета от тундра. Има сравнително много реки и огромен брой ледникови езера.

## Климат
Климатът е изключително суров с по-студени лета в сравнение с територии разположени на сравними географски ширини. Причината за това е студеното Лабрадорско течение.

## Полезни изкопаеми
Полуостровът е богат на полезни изкопаеми като азбест, никел, уран, мед, желязна руда.

## Население
Унгава е населен от около 10 хиляди души като около 90% от тях са инуити. Всички обитават 12 села разположени по бреговете на полуострова. Най-голямото от селищата е Кууджуак. Районът е достъпен чрез въздушни услуги свързващи го с южната част на Квебек както и сезонно корабоплаване след размразяването на леда.